# Depuración biológica por fangos activos

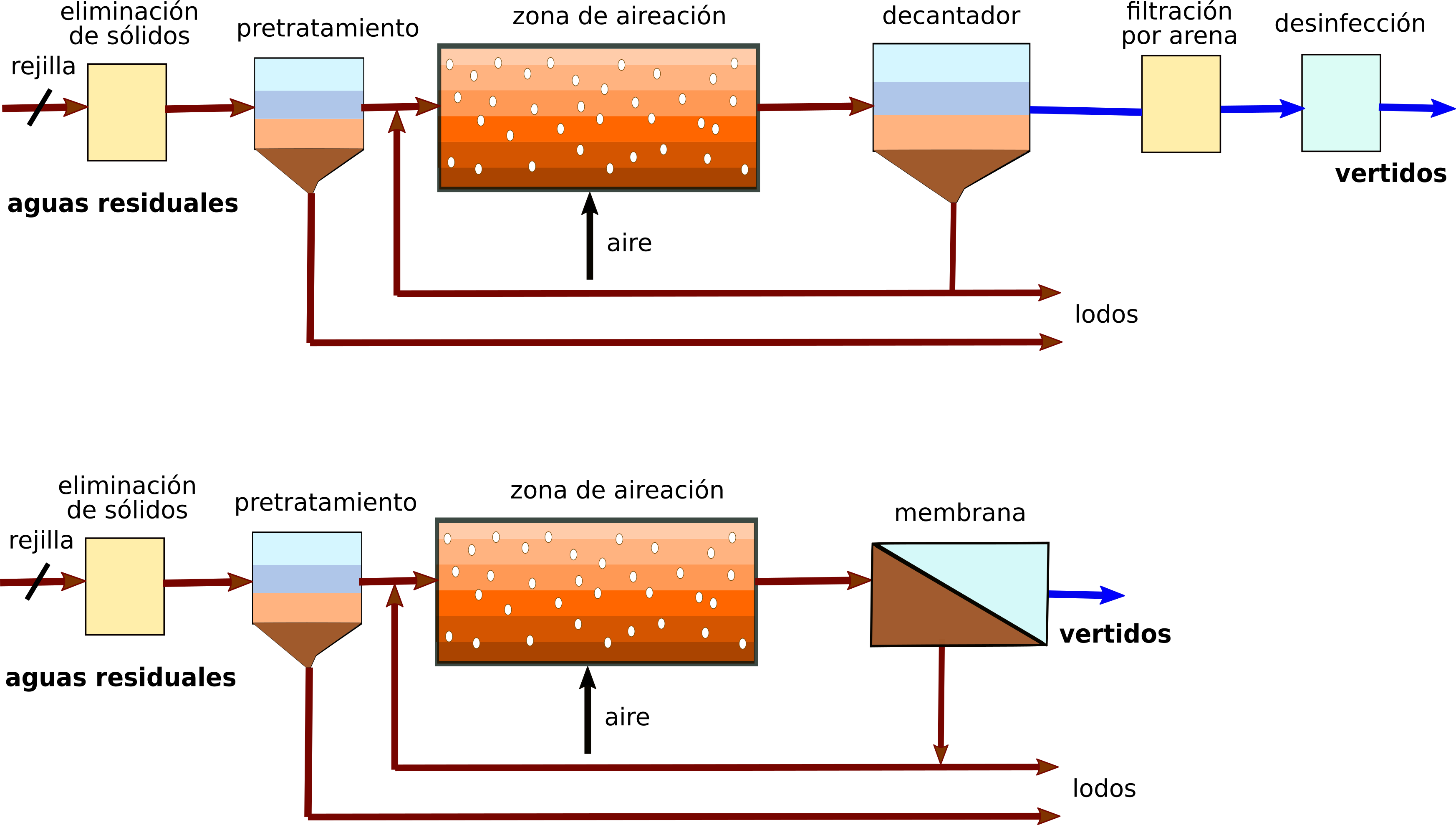
Esquema del proceso convencional de fangos activados (arriba) y del biorreactor de membrana externa (corriente lateral) (abajo).

La depuración biológica por fangos activos, lodos activados o barros activados fue desarrollado a principios del siglo XX por Edward Arden y William T. Lockett en colaboración con Gilbert Fowler. Este último, tras visitar la Estación Experimental de Lawrence en Massachusetts, donde se investigaban tratamientos biológicos de aguas residuales, compartió sus hallazgos con Arden y Lockett. Esto los llevó a experimentar con cultivos bacterianos en suspensión en tanques aireados. Introdujeron la recirculación de la biomasa activa, denominándola "fangos activos", responsable de la depuración del agua.
La depuración biológica por fangos activos es un proceso biológico empleado en el tratamiento de aguas residuales convencional, que consiste en el desarrollo de un cultivo bacteriano disperso en forma de flóculo en un depósito agitado, aireado y alimentado con el agua residual, que es capaz de metabolizar como nutrientes los contaminantes biológicos presentes en esa agua.
La agitación evita sedimentos y homogeneiza la mezcla de los flóculos bacterianos con el agua residual.  La aireación requerida tiene por objeto suministrar el oxígeno necesario tanto para las bacterias como para el resto de los microorganismos aerobios.  El oxígeno puede provenir del aire, de un gas enriquecido en oxígeno o de oxígeno puro.
Este proceso puede ser considerado como de un proceso de autodepuración acelerada, reforzada y controlada artificialmente.  Los fenómenos que se presentan son exactamente los mismos que en los ríos o lagos naturales, pero en las balsas de aireación los organismos se agrupan apretadamente en un espacio reducido y en gran número.
El proceso de depuración se lleva a cabo por los microorganismos, que se desarrollan sobre la materia orgánica, y con la presencia requerida de nutrientes (nitrógeno y fósforo, así como otros oligoelementos). Este proceso biológico requiere de una cantidad  determinada de materia orgánica, ya que cantidades excesivas de estos compuestos orgánicos, metales pesados y/o sales pueden inhibirlo o destruirlo; y cantidades reducidas de nutrientes pueden no ser suficientes para mantener el proceso.
Un proceso biológico de fangos activos se desarrolla habitualmente en dos cámaras separadas:
- Un reactor biológico, tanque agitado, aireado y alimentado con el agua residual, en el que se produce la parte biológica del proceso;
- y un decantador secundario, tanque en el que sedimenta el fango producido, que es recirculado a la cabecera del tratamiento, y purgada para su eliminación la cantidad producida en exceso.

Estos procesos pueden desarrollarse en un único depósito, actuando alternativamente como reactor y como decantador.
Los sistemas de lodo mecánicamente eliminan los sólidos y sedimentos destructivos de su barro, lo que resulta en: la retención de líquidos, reducción el desgaste en el equipo, agitación de barro más eficiente, mantenimiento de limpieza eficiente y un ambiente de trabajo más seguro. 